# Nuorgam

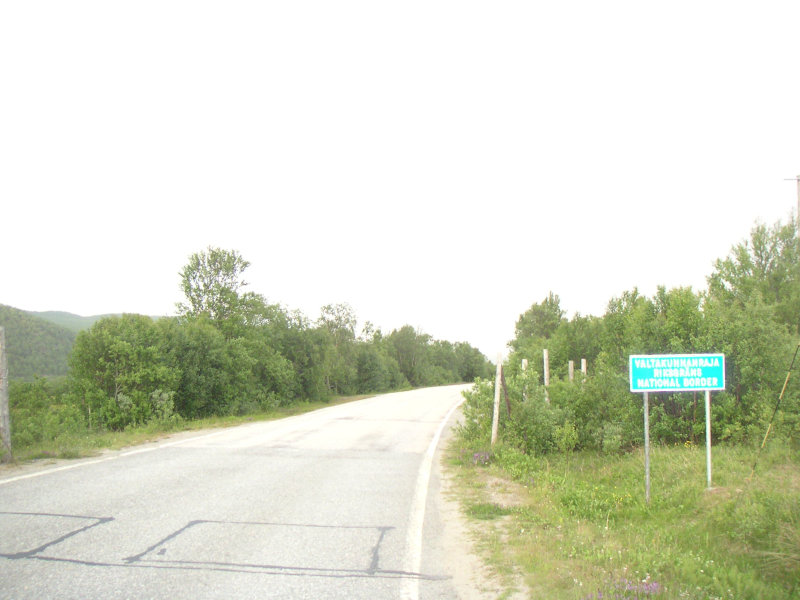
Il punto più a nord della Finlandia e dell'Unione europea: il confine con la Norvegia è a 3 km a nord-est di Nuorgam

Nuorgam (Njuorggán in lingua sami) è un villaggio finlandese di circa 200 abitanti situato nel comune di Utsjoki nella provincia della Lapponia. È il punto più settentrionale della Finlandia e uno dei punti estremi dell'Unione Europea.